# Trg revolucije, Maribor
Trg revolucije se nahaja v starem delu Maribora in odpira pot v staro mestno jedro. Najdemo ga na desnem bregu reke Drave. Obdajajo ga večnadstropne hiše, ki so bile zgrajene po prvi svetovni vojni. Na središču leži lepa urejena cvetlična zelenica. Leta 1925 je bil na trgu revolucije zgrajen kompleks Mariborski dvor. 